# Protein (dinh dưỡng)

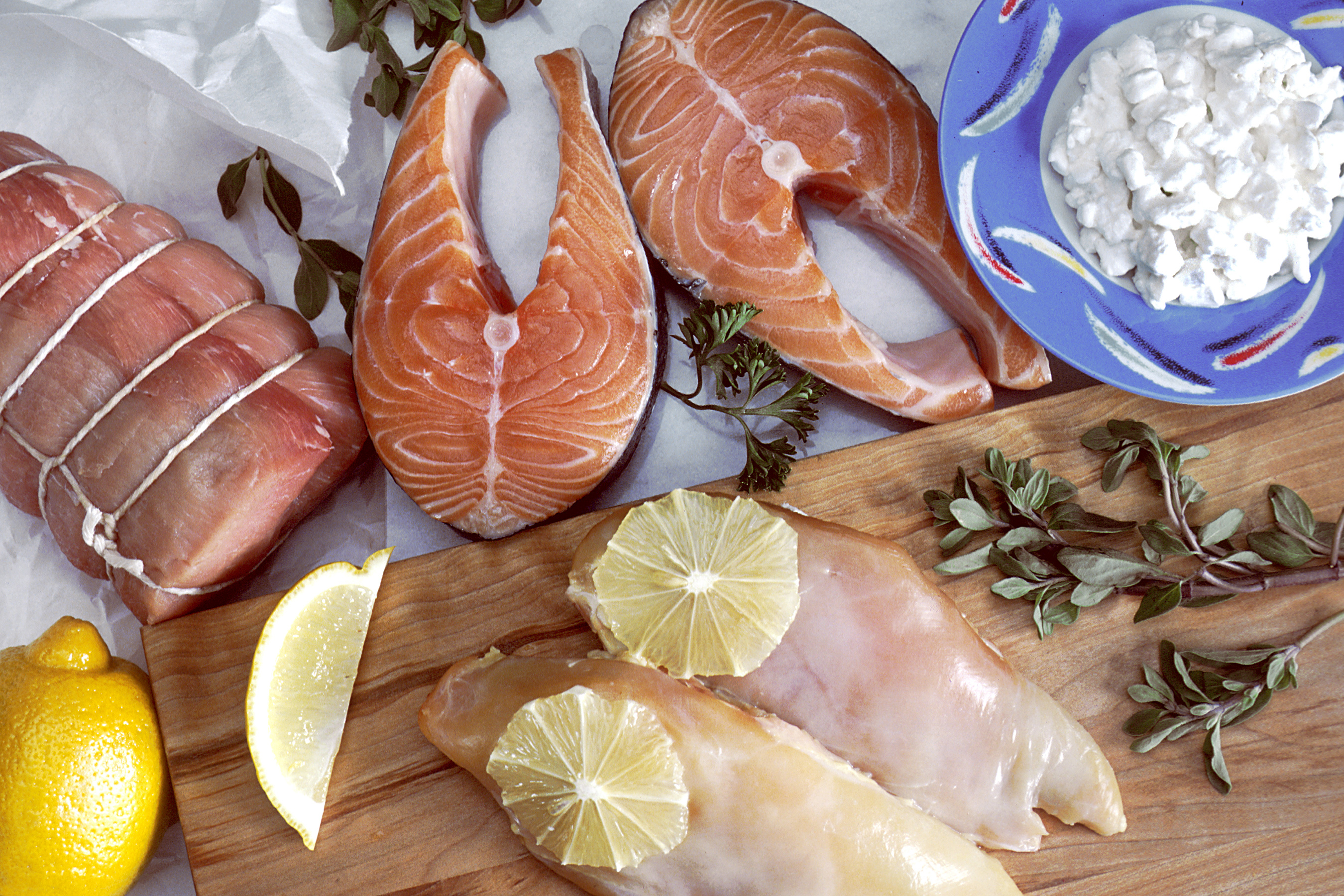
Nguồn protein từ thịt cá

Chất đạm Protein là chất dinh dưỡng (dưỡng chất) thiết yếu của cơ thể con người cũng như cơ thể các động vật nói chung. Chất đạm cung cấp các thành tố để cấu trúc nên cơ thể sinh học. Protein là thành phần dinh dưỡng quan trọng nhất cấu tạo nên các bộ phận của cơ thể. Chúng có mặt trong thành phần nhân và chất nguyên sinh của các tế bào, chúng còn tham gia vào thành phần cơ bắp, máu, bạch huyết, hormone, men, kháng thể, các tuyến bài tiết và nội tiết.
Quá trình sống là sự thoái hóa và tái tạo thường xuyên của protein. Cơ thể cần một lượng protein bổ sung thông qua chế độ ăn hàng ngày. Chúng là nền tảng dinh dưỡng giúp tăng cơ bắp hiệu quả Protein chiếm tới trên 50% khối lượng khô của tế bào và là vật liệu cấu trúc của tế bào, giúp hình thành, duy trì và thay thế các tế bào trong cơ thể. Nếu cơ thể thiếu protein sẽ dẫn đến suy dinh dưỡng, chậm lớn, suy giảm miễn dịch.